# Ciudad Hidalgo (Michoacán)
Ciudad Hidalgo ist eine Stadt mit ca. 75.000 Einwohnern im mexikanischen Bundesstaat Michoacán; gleichzeitig ist sie die Hauptstadt einer ca. 1145 km² großen Gemeinde (municipio) mit etwa 125.000 Einwohnern.

## Lage und Klima
Die Stadt Ciudad Hidalgo liegt ca. 100 km (Fahrtstrecke) östlich von Morelia, der Hauptstadt des Bundesstaats Michoacán; Mexiko-Stadt ist ca. 200 km in östlicher Richtung entfernt. Das Klima ist aufgrund der Höhenlage gemäßigt bis mild; Regen (ca. 1000–1500 mm/Jahr) fällt überwiegend im Sommerhalbjahr.

## Bevölkerung
| Jahr      | 2000   | 2010   | 2020   |
| Einwohner | 59.407 | 66.690 | 71.528 |

In den ersten Jahrzehnten des 20. Jahrhunderts hatte die Stadt weniger als 5000 Einwohner. Der überwiegende Teil der Bevölkerung ist indianischer Abstammung; zahlreich sind auch Mestizen. Gesprochen wird jedoch zumeist Spanisch.

## Wirtschaft
Die Landwirtschaft (Ackerbau und Viehzucht) bildet das Rückgrat der wirtschaftlichen Entwicklung der Region, aber auch die Forstwirtschaft und die damit verbundene Möbelproduktion ist von Bedeutung.

## Geschichte
Der vorkoloniale Name der Stadt lautete Taximaroa oder auch Tlaximaloyan; sie gehörte zum Taraskenreich (Imperio Purépecha), welches – trotz mehrfacher Versuche – niemals von den Azteken unterworfen werden konnte. Bei einem Versuch unter dem Aztekenherrscher Axayacatl in den Jahren 1476/7 geriet die Stadt in Brand; im Jahr 1517 gab es einen erneuten Eroberungsversuch. Drei Jahre später betraten die ersten Spanier die Stadt und im Jahr 1525 folgte mit Martín de Jesús der erste franziskanische Missionar. In den  Jahren 1529/30 verwüstete der Konquistador Nuño Beltrán de Guzmán die Region. Im Jahr 1535 stattete Hernán Cortés der Stadt einen Besuch ab und gründete ein Indio-Hospital. Ende des 16. Jahrhunderts wurde die noch heute existierende Iglesia San José fertiggestellt.

## Sehenswürdigkeiten

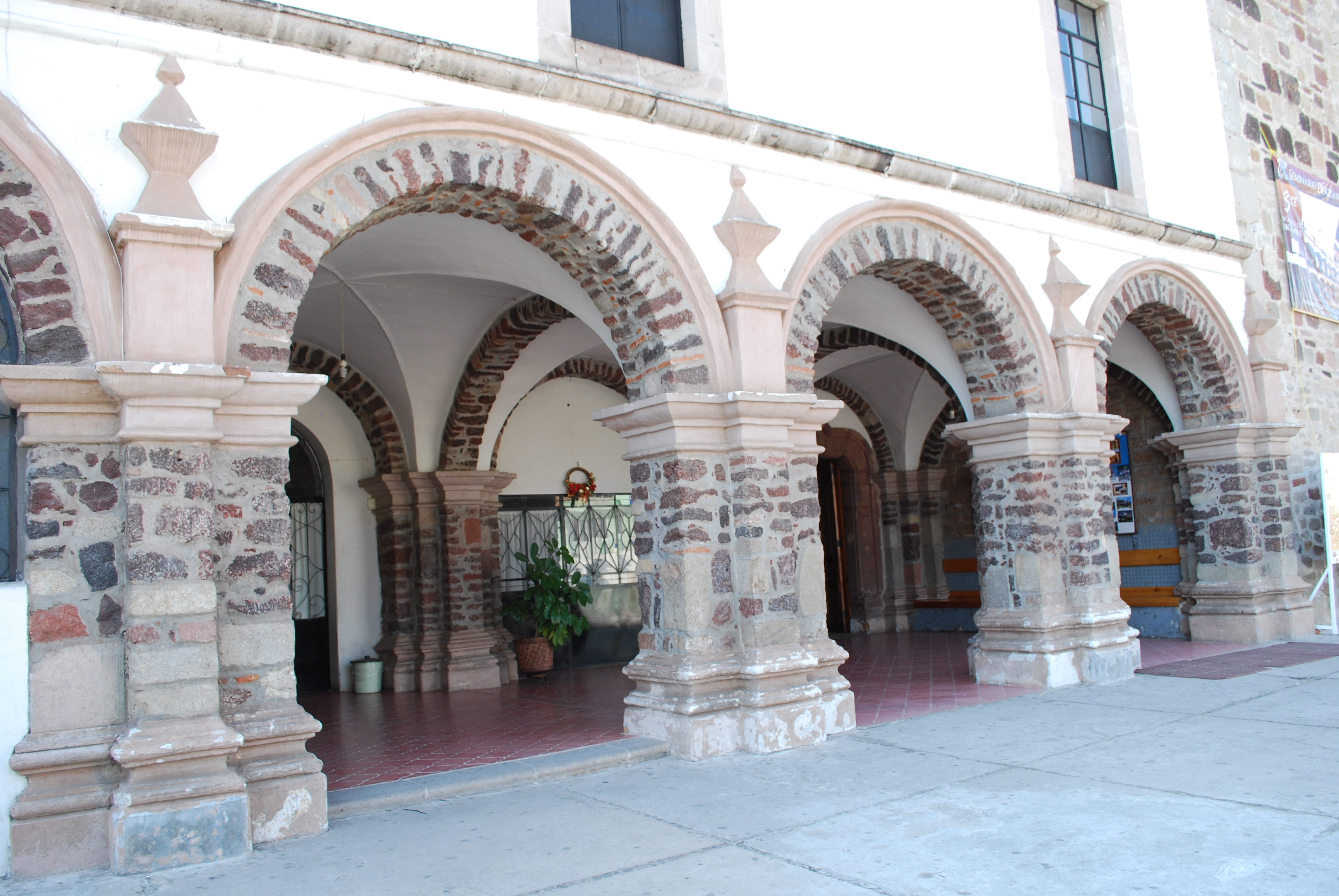
Capilla abierta von San José

- Bedeutendstes Bauwerk der Stadt ist die um die Mitte des 16. Jahrhunderts vom Franziskanerorden begonnene und aus grob behauenen Bruchsteinen errichtete Iglesia San José. Das einschiffige Langhaus ist verputzt und scheint – trotz des Fehlens einer Kuppel – aus späterer Zeit zu stammen.
- Neben der Kirche erinnert eine offene Kapelle (capilla abierta) an die Frühzeit der Missionierung der Indios.
- Vor der Kirche steht ein Steinkreuz mit einer eingelegten Obsidianscheibe aus der Mitte des 16. Jahrhunderts.[3]
- Das Museo Tlaximaloyan präsentiert Kleinplastiken und Kleidung.